# Четаев, Николай Гурьевич
Никола́й Гу́рьевич Чета́ев (23 ноября (6 декабря) 1902 года, Карадули, Лаишевский уезд, Казанская губерния, Российская империя — 17 октября 1959 года, Москва, СССР) — советский механик и математик, педагог, член-корреспондент АН СССР (1943), действительный член Академии артиллерийских наук (11.04.1947), доктор физико-математических наук (1939), профессор (1930), лауреат Ленинской премии (1960), заслуженный деятель науки Татарской АССР (1940), инженер-майор (1955). Организатор науки, директор Института механики АН СССР (1945—1953).
Крупнейший отечественный специалист в области теории устойчивости, создатель научной школы в области механики.

## Биография
Родился 6 декабря (23 ноября старого стиля) 1902 года в селе Карадуль Лаишевского уезда Казанской губернии в семье псаломщика, впоследствии отец, Гурий Иванович Четаев, стал священником. Однако в 1929 году сложил с себя сан и стал чернорабочим. Большое участие в воспитании сына принимала его мать, Вера Всеволодовна, урожденная Кедрова.
В детстве Николай приобщился к чтению, узнал и глубоко воспринял основные произведения Эммануила Канта (1724—1804). Поступив учиться в 3-ю Казанскую гимназию (при советской власти — школу № 3 второй ступени), школу окончил в 1919 году, из класса в класс переходил с похвальными листами, особый интерес проявляя к естественным и точным наукам.
С 1920 года Николай — студент математического отделения физико-математического факультета Казанского университета. Учился увлечённо, был руководителем студенческого научного кружка имени Н. И. Лобачевского, а также вступил в переписку с крупнейшим отечественным математиком того времени, Владимиром Андреевичем Стекловым, по совету которого изучил все опубликованные работы А. М. Ляпунова и А. Пуанкаре. Ещё студентом опубликовал первую научную работу «Дифракция света в непрозрачных средах».
С 1926 года обучался в аспирантуре по кафедре механики Казанского университета. Под научным руководством профессора Д. Н. Зейлингер, Николай занялся решением предложенной В. А. Стекловым задачи об определении близких к эллипсоидальным фигур равновесия вращающейся жидкости (относительно задачи имелись разногласия между результатами Ляпунова о неустойчивости фигур равновесия грушевидной формы гипотезой Пуанкаре-Дарвина об образовании двойных звёзд), для объяснения наблюдаемого процесса Четаев предложил модель сжатия звезды, обнаруживающую устойчивость.
По окончании аспирантуры по ходатайству Зейлингера Четаев получил направление на зарубежную стажировку, и с марта 1929 год отработал в Гидроаэродинамическом институте при Гёттингенском университете в Германии. Там он познакомился со школой в области аэродинамики Людвига Прандтля, участвовал в исследовательской работе, в заседаниях научного семинара. Методами Ляпунова получил условия достаточности для осуществления устойчивого нормального полёта аэроплан.
В марте-сентябре 1930 года — доцент, в сентябре 1930 года утверждён в звании профессор, заведующий кафедрой аналитической механики механического факультета Казанского университета, где создал школу специалистов по теории устойчивости движения. Выступил инициатором создания в 1931 году Аэродинамического отделения Университета. В 1932 году Отделение было преобразовано в Казанский авиационный институт, Четаев занял пост заместителя директора по научной и учебной работе. Ему принадлежит разработка учебных планов, определение порядка прохождения студентами практики в профильных организациях, определение профиля Института в целом. В сотрудничестве с Г. В. Каменковым в Институте была построена аэродинамическая труба. Центром известной консолидации учёных механиков Казани стал организованный Четаевым научный семинар «Vermutungsseminar», к работе семинара был привлечён крупный математик Н. Г. Чеботарёв, участвовали И. Г. Малкин и К. П. Персидский. В 1933—1937 гг. — заведующий кафедрой аэродинамики Казанского авиационного института. В 1939 году без защиты диссертации получил учёную степень доктора физико-математических наук.
В ноябре 1940 года был приглашён на работу в Институте механики АН СССР, незадолго до этого организованный (1938). Создал и возглавил в институте Отдел общей механики. В июне 1944 года, не оставляя руководство Отделом, занял пост заместителя директора института, после кончины 12 июля 1945 года первого директора института академика Б. Г. Галёркина, в январе 1946 года возглавил институт. Пост директора оставил в сентябре 1953 года. В сентябре 1943 года был избран членом-корреспондентом АН СССР по специальности механика, а в 1947 году — действительным членом Академии артиллерийских наук за исследования по баллистике снарядов.
С 1944 года вёл и преподавательскую деятельность, являясь профессором Московского государственного университета, где после кончины академика А. И. Некрасова (1957) возглавил кафедру теоретической механики. В 1945 году стал главным редактором журнала «Прикладная математика и механика», а в 1952 году — членом редколлегии вновь созданного Реферативного журнала «Механика».
Был избран в первоначальный состав Национального комитета СССР по теоретической и прикладной механике (1956) и в его Президиум.
Автор более 100 научных работ по этим вопросам. Установил общую теорему о неустойчивости движения (1934), исследовал продольную устойчивость нейтрального самолёта, устойчивость боковых движений самолёта и его устойчивость на взлёте и посадке. В 1943 г. дал важное для баллистики достаточное условие устойчивости по отношению к углу нутации вращательных движений снаряда и оценку для возмущений, предложил методы решения задач об устойчивости вращательного движения снаряда, что позволило обеспечить кучность боя и устойчивость снарядов при их полёте по баллистической траектории. В 1946 г. доказал достаточность условия устойчивости снарядов Н. В. Маиевского на настильной траектории. Впервые со всей строгостью решил задачу об устойчивости движения снаряда с полостями, полностью заполненными жидкостью. В 1957 г. решил задачу об устойчивости движения гироскопа в кардановом подвесе с учётом масс колец подвеса. Ряд работ посвящён проблемам аналитической динамики, многие из которых являются классическими. Распространил принцип К. Гаусса на случай неголономной связи. Решил знаменитую задачу об обращении теоремы Ж. Лагранжа об устойчивости равновесия, развил уравнения динамики Ж. Пуанкаре, для нелинейных связей нашёл возможные перемещения, при которых принципы Лагранжа и Гаусса оказались совместными, развил принципы устойчивости и обобщил важную теорему Ляпунова — Пуанкаре о характеристических числах канонических уравнений и др. Фундаментальные исследования по теории устойчивости движения обобщили и развили знаменитые работы А. М. Ляпунова по устойчивости движения и сделали возможным практическое приложение теории. Современные проблемы регулирования, гироскопии и управления летательными аппаратами нельзя решать без теоретически обоснованных расчётов устойчивости по Ляпунову — Четаеву.
Свой досуг Н. Г. Четаев посвящал рыбной ловле, освоил рыболовные снасти — удочки, подпуски, перемёты, квоки, принципиально не пользуясь сетями. В последние годы жизни купленные в магазине скрипки разбирал, собственноручно изменял толщину их дек, приводя их в соответствие с классическими образцами мастеров (Страдивари, Гварнери, Амати), другими теориями, и добивался высокой оценки их качественности у специалистов
В 1936 году от туберкулёза скончалась супруга Н. Г. Четаева, Мария Васильевна. Четыре года спустя Четаев женился на Вере Александровне Самойловой.
Николай Гурьевич Четаев коропостижно скончался от болезни сердца. Похоронен на Немецком (Введенском) кладбище (13 уч.).

## Награды и премии
- орден Ленина (1953)[7]
- орден Трудового Красного Знамени (10.06.1945)[7]
- медали
- Ленинская премия (1960, посмертно) — за работы по устойчивости движения в аналитической механике (1952—1958)[7]
- заслуженный деятель науки Татарской АССР (1940)[7]

## Научная деятельность
Исследования посвящены аналитической механике, устойчивости движения, теории дифференциальных уравнений.
В 1927—1928 гг. Четаев обобщил уравнения Пуанкаре в групповых переменных на случай нестационарных связей. При этом он установил связь между методами аналитической механики и методами теории непрерывных групп. Он доказал, исследуя уравнения Пуанкаре, существование относительного интегрального инварианта соответствующей системы дифференциальных уравнений траекторий.
В 1931—1941 гг. Четаев поставил и исследовал вопрос о совместимости принципов Даламбера — Лагранжа и Гаусса применительно к системам с нелинейными неголономными связями. Для таких систем он ввёл новую, уточнённую трактовку понятия возможного перемещения; сейчас определение возможных перемещений по Четаеву рассматривается как наиболее общее определение возможных перемещений. Принцип наименьшего принуждения Гаусса Четаев распространил на случай наличия нелинейных дифференциальных связей, налагаемых на точки механической системы.
В 1930—1933 гг. Четаев, работая над проблемой обращения теоремы Лагранжа об устойчивости равновесия, доказал основные теоремы о неустойчивости равновесия. В 1938 г. он вывел теорему, обратную теореме Лагранжа об устойчивости равновесия.
Доказал (1932 г.) ряд теорем о неустойчивости движения. Наиболее известной из них является следующая теорема Четаева о неустойчивости движения: Если для дифференциальных уравнений возмущённого движения можно найти такую функцию {\displaystyle V}, что она ограничена в области {\displaystyle V>0}, существующей в сколь угодно малой окрестности невозмущённого движения, и её производная {\displaystyle \mathrm {d} V/\mathrm {d} t}, взятая в силу уравнений возмущённого движения, положительно определена в области {\displaystyle V>0}, то невозмущённое движение неустойчиво.
Он показал также (1945), что если невозмущённое движение консервативной системы устойчиво, то у решений уравнений в вариациях все характеристические числа равны нулю. Уравнения в вариациях являются при этом приводимыми и имеют знакоопределённый квадратичный интеграл (фундаментальная теорема Четаева). Им предложены (1949 г.) методы решения задач об устойчивости неустановившихся движений, найдены достаточные условия устойчивости вращательных движений снаряда. Четаев решил сложную математическую задачу по определению оптимальной крутизны нарезки орудийных стволов, что позволило обеспечить кучность боя и устойчивость снарядов при их полёте по баллистической траектории.
В динамике системы твёрдых тел Четаев указал ныне широко распространённый приём построения функции Ляпунова в виде «связки» (то есть линейной комбинации) первых интегралов уравнений движения.

Могила Н. Г. Четаева на Введенском кладбище

## Школа Н. Г. Четаева

### Доктора наук
- Каменков, Георгий Владимирович
- Нужин, Семён Григорьевич
- Кузьмин, Павел Алексеевич
- Аминов, Монгим Шакирович
- Румянцев, Валентин Витальевич
- Старжинский, Вячеслав Михайлович
- Красовский, Николай Николаевич
- Разумихин, Борис Сергеевич
- Калинин, Степан Васильевич
- Богоявленский, Александр Александрович
- Пожарицкий, Генрих Константинович
- Сайкин, С. Ф. (Кфмн, впоследствии защитил докторскую диссертацию)

Дипломные работы под руководством Н. Г. Четаева выполнили Климов, Дмитрий Михайлович (впоследствии — академик) и Харламов, Павел Васильевич (впоследствии — доктор физико-математических наук)

## Семья
Отец — Гурий Иванович Четаев
Мать — Вера Всеволодовна Четаева (Кедрова)
Брат — Аркадий Гурьевич Четаев
Первая жена — Мария Васильевна Четаева
Сын от первого брака — Дмитрий (1926—1997) — сотр. Института физики Земли РАН
Вторая жена — Вера Александровна Самойлова (1907—1979), дочь физиолога А. Ф. Самойлова, внучка инженера-предпринимателя А. В. Бари.
Сын от второго брака — Александр

## Избранные труды

### Книги
- Устойчивость движения. — М.-Л: Гостехиздат, 1946. — 204 с.;
- Устойчивость движения. 2-е изд.. — М.: Гостехиздат, 1955. — 207 с.;
- Устойчивость движения. 3-е изд. Четаев Н. Г.. — М.: Наука, 1965.;
- Устойчивость движения / С примечаниями В. В. Румянцева. Изд. 4-е, испр. — М.: Наука, 1990. — 175 с.;
- Устойчивость движения: Работы по аналитической механике. — М.: АН СССР, 1962. — 535 с.;
- Теоретическая механика. — М.: Наука, 1987. — 368 с.

### Статьи
- Об устойчивых траекториях динамики // Математика. 1, Учён. зап. Казан. гос. ун-та. — 1931. — Т. 91, № 4. — С. 3—8.
- Об уравнениях движения подобно-изменяемого тела // Юбилейный сборник, Учён. зап. Казан. гос. ун-та. — 1954. — Т. 114, №  8. — С. 5—7.
- О некоторых вопросах, относящихся к задаче об устойчивости неустановившихся движений // Прикл. математика и механика. — 1960. — Т. XXXIV. — С. 6—18.
- Об устойчивости грубых систем // Прикладная математика и механика. — 1960. — Т. XXXIV. — С. 20—22.
- Задача Клейна // Прикладная математика и механика. — 1960. — Т. XXXIV. — С. 20—22.
- Замечания о классической гамильтоновой теории // Прикладная математика и механика. — 1960. — Т. XXXIV. — С. 33—34.
- О некоторых связях с трением // Прикладная математика и механика. — 1960. — Т. XXXIV. — С. 35—38.
- О неустойчивости равновесия в некоторых случаях, когда функция сил не есть максимум // Прикладная математика и механика. — 1952. — Вып. 1. — С. 89—93 (в оглавлении автор В. Г. Четаев).
- О некоторых задачах об устойчивости движения в механике // Прикладная математика и механика. — 1956. — Т. 20, вып. 3. — С. 309—314.
- Некоторые вопросы о движении вибрационной мельницы // Известия Академии наук СССР. Отделение технических наук. — 1957. — №  3. — С. 49—56.
- Об устойчивости вращательных движений твёрдого тела, полость которого наполнена идеальной жидкостью // Прикладная математика и механика. — 1957. — Т. 21., вып. 2. — С. 157—168.
- К вопросу об оценках приближённых интегрирований // Прикладная математика и механика. — 1957. — Т. 21, вып. 3. — С. 419—421.
- О гироскопе в кардановом подвесе // Прикладная математика и механика. — 1958. — Т. 22, вып. 3. — С. 379—381.
- О продолжении оптико-механической аналогии // Прикладная математика и механика. — 1958. — Т. 22, вып. 4. — С. 487—489.
- Задача Клейна // Прикладная математика и механика. — 1960. — Т. 24, вып. 1. — С. 23—32.
- О некоторых вопросах, относящихся к задаче об устойчивости неустановившихся движений // Прикладная математика и механика. — 1960. — Т. 24, вып. 1. — С. 6—19.
- О некоторых связях с трением // Прикладная математика и механика. — 1960. — Т. 24, вып. 1. — С. 35—38.
- Об устойчивости грубых систем // Прикладная математика и механика. — 1960. — Т. 24, вып. 1. — С. 20—22.